# 劉根
參數所指定的目標頁面不存在，建議更正成存在頁面或直接建立下列一個頁面（建立前請先搜尋是否有合適的存在頁面可以取代）：
- 刘根 (新成侯)

刘根（?—?），字君安。京兆长安县（今陕西省西安市）人，《后汉书·方术传》作颍川郡（今河南省禹州市）人。东汉方士。
刘根少明五经，汉成帝绥和二年举孝廉，官至郎中，后弃家学道，隐居嵩山石室中。石室峥嵘，峻绝之上，直下五千余丈。冬夏不衣，身上的毛长一二尺，颜色如十四五岁之人。好事之人，从远处而来，跟随刘根学道。相传能召鬼、辟谷。颍川太守史祈以刘根为妖妄，于是把他抓起来到郡中，问他：“你有何术，而蒙骗百姓？如果有神，可做一件事验证。不然立死。”刘根说：“实无它异，只能令人见鬼。”史祈说：“那赶紧召来，使太守目睹，才算你为明。”刘根于是左顾而啸，一会，史祈的亡父祖近亲数十人，都反缚在前，向刘根叩头：“小兒无状，罪该万死。”回头斥责史祈：“汝为子孙，不能有益先人，而反累辱亡灵！应该叩头为我们陈谢。”史祈惊惧悲哀，顿首流血，请让自己受到惩罚。刘根不应，忽然和灵魂一起而去，不知所在。后入鸡头山仙去。

## 延伸阅读
[在维基数据编辑]
 《後漢書/卷82下》，出自范晔《後漢書》